# 1964
1964 (MСМLXIV) е високосна година, започваща в сряда според григорианския календар. Тя е 1964-ата година от новата ера, деветстотин шестдесет и четвъртата от второто хилядолетие и петата от 60-те години на ХХ век.

## Събития

### Неизвестна дата
- Обявени са за градове 15 селища в България – Батак, Белене, Вършец, Каспичан, Костенец, Полски Тръмбеш, Раднево, Своге, Септември, Сливница, Стамболийски, Твърдица, Хисаря, Чепеларе и Якоруда.[1]
- Сони и Шер започват да пеят заедно.

### Февруари
- 24 февруари – Касиус Клей (Мохамед Али) става световен шампион по бокс в тежка категория за първи път.
- 29 февруари – Самолетът при полет 802/6 на „Бритиш Ийгъл Интернешънъл Еърлайнс“ се разбива в планината Глунгезер в Австрия и убива всички 75 души на борда.

### Март
- Представен е Форд Мустанг.
- 27 март – Земетресение с магнитуд от 9,2 по скалата на Рихтер разтриса Аляска, САЩ, второто по големина земетресение в целия свят и най-голямото в Северна Америка.
- 29 март – Провежда се бунт на помаците в село Рибново, област Благоевград срещу смяната на имената им в началото на Възродителния процес.

### Май
- 7 май – Самолетът при полет 773 на „Пасифик Еър Лайнс“ е отвлечен от Франсиско Гонсалес и се разбива в окръг Контра Коста, Калифорния, като убива всички 44 души на борда.

### Август
- 7 август – американският Конгрес приема Тонкинската резолюция, давайки разрешение на президента Линдън Джонсън за използване на конвенционално оръжие в Югоизточна Азия.

### Октомври
- 16 октомври – Китай провежда първото си изпитание на ядрено оръжие.

## Родени

### Неизвестна дата
- Кирил Божков, български художник
- Петър Даскалов, български музикант
- Мария Дуеняс, испанска писателка
- Росен Марковски, български художник

### Януари
- 2 януари – Арабел Караян, швейцарска джаз изпълнителка
- 4 януари 
  - Христо Шопов, български актьор
  - Георги Гаджев, български футболист
  - Елман Зейналов, азербайджански дипломат
- 7 януари – Никълъс Кейдж, американски актьор
- 13 януари – Виолета Георгиева, българска певица
- 17 януари – Мишел Обама, съпруга на Барак Обама
- 21 януари – Маргарита Моллова, българска акробатка
- 26 януари – Даниел Цочев, български актьор и певец
- 28 януари – Георги Христов, български певец

### Февруари
- 5 февруари 
  - Дъф Маккагън, американски хардрок изпълнител
  - Лора Лини, американска актриса
- 9 февруари – Нешко Нешев, български кларинетист-виртуоз и композитор
- 11 февруари – Сара Пейлин, американски политик
- 14 февруари – Симеон Кръстев, български футболист
- 16 февруари – Бебето, бразилски футболист
- 19 февруари – Дъг Олдрич, американски китарист
- 23 февруари – Джон Норъм, норвежки роккитарист
- 24 февруари – Иван Маринов, български футболист и треньор
- 26 февруари – Петър Хубчев, български футболист и треньор
- 29 февруари – Свилен Русинов, български боксьор

### Март
- 1 март – Пол Льо Гуен, френски футболист и треньор
- 5 март – Жорди Галсеран, каталонски драматург
- 9 март – Жулиет Бинош, френска актриса
- 10 март – Тони Полстер, австрийски футболист
- 19 март – Джейк Уебър, английски актьор
- 23 март – Пламен Тотев, български литературен критик
- 29 март – Пламен Петров, български политик и инженер
- 31 март – Николай Илиев, български футболист

### Април
- 4 април – Сертаб Еренер, турска поп-изпълнителка
- 6 април – Дейвид Уудард, американски писател и диригент
- 7 април – Ръсел Кроу, новозеландски актьор
- 13 април – Маргарита Генчева, български юрист и политик
- 17 април – Рикардо Патрезе, италиански пилот от Формула 1
- 20 април 
  - Анди Съркис, английски актьор
  - Деа Лоер, немска писателка
- 30 април – Васил Петров, български джаз и поп певец, композитор и художник

### Май
- 7 май – Долорес Арсенова, български политик
- 8 май – Мелиса Гилбърт, американска актриса
- 9 май – Александър Върбанов, български щангист
- 9 май – Пламен Юруков, български политик
- 11 май 
  - Джон Парот, английски играч на снукър
  - Радко Димитров, български футболист
- 13 май – Стивън Колбърт, американски актьор
- 14 май – Росен Плевнелиев, български политик
- 17 май – Фумихико Сори, японски режисьор
- 20 май 
  - Даниела Гергелчева, българска тенисистка
  - Весела Лечева, българска спортистка
- 26 май – Лени Кравиц, американски музикант
- 27 май 
  - Бисер Цолов, български учен и спортен деятел
  - Елена Йончева, българска журналистка
- 30 май 
  - Венко Андоновски, писател от Република Македония
  - Ивайло Калфин, български политик

### Юни
- 3 юни – Николай Николов, български актьор
- 6 юни – Стойчо Кацаров, български политик
- 7 юни – Джуди Арънсън, американска актриса
- 8 юни – Васил Иванов-Лучано, български политик
- 10 юни – Ангел Червенков, български футболист и треньор
- 11 юни 
  - Жан Алези, френски пилот от Формула 1
  - Петър Попйорданов, български актьор († 2013 г.)
- 15 юни – Кортни Кокс, американска актриса
- 19 юни – Емил Трифонов, музикант, журналист, писател
- 22 юни – Дан Браун, американски писател
- 27 юни – Албена Върбанова, българска еколожка и политик
- 30 юни 
  - Таня Богомилова, българска плувкиня
  - Мартин Вайнек, австрийски актьор

### Юли
- 2 юли – Емил Мицански, български футболист
- 7 юли – Бончо Генчев, български футболист
- 9 юли – Джанлука Виали, италиански футболист († 2023 г.)
- 11 юли 
  - Кирил Сакскобургготски, британски финансист
  - Хелмут Краусер, немски писател
- 12 юли – Светозар Кокаланов, български актьор
- 16 юли – Ашот Анастасян, арменски шахматист
- 19 юли – Борис Чернев, български актьор († 2009 г.)
- 20 юли – Крис Корнел, американски музикант
- 26 юли – Сандра Бълок, американска актриса
- 31 юли – Си Си Кеч, холандско-германска поппевица

### Август
- 1 август – Каспар Капарони, актьор
- 11 август – Стефан Топуров, български щангист
- 12 август – Пламен Антов, български поет
- 13 август – Иън Хогланд, норвежки рокбарабанист
- 20 август – Антон Здравков, български футболист
- 21 август – Николай Кънев, български писател
- 22 август – Венелин Сивриев, български футболист
- 24 август – Кондьо, български попфолк певец
- 25 август – Василиос Котрониас, гръцки шахматист

### Септември
- 2 септември – Киану Рийвс, канадски актьор
- 3 септември – Александър Станков, български футболист и треньор
- 16 септември – Станчо Цонев, български футболист
- 18 септември – Курт Хансен, датски шахматист
- 21 септември – Христо Колев, български футболист
- 27 септември 
  - Алфред Бекер, германски писател
  - Владо Стоянов, български футболист
- 28 септември – Клаудио Борхи, аржентински футболист
- 30 септември 
  - Моника Белучи, италианска актриса и модел
  - Антони Делон, френски актьор

### Октомври
- 3 октомври – Клайв Оуен, британски актьор
- 7 октомври 
  - Йордан Боздански, български футболист
  - Румен Баросов, български поет и писател
- 10 октомври – Суат Аталик, турски шахматист
- 22 октомври – Мариелка Баева, български политик
- 23 октомври – Робърт Трухильо, американски музикант
- 24 октомври – Илияна Йотова, български политик
- 29 октомври – Зоран Ставрески, политик от Република Македония
- 31 октомври 
  - Марко ван Бастен, холандски футболист и треньор
  - Светлана Янчева, българска актриса

### Ноември
- 2 ноември – Евгени Маринов, български футболист
- 6 ноември – Грег Графин, американски музикант
- 10 ноември – Магнус Шевинг, исландски актьор, сценарист, продуцент и бивш атлет
- 13 ноември – Ане Вебер, немска писателка и преводачка
- 17 ноември – Марина Кар, ирландска писателка
- 19 ноември – Любен Дилов, български политик
- 20 ноември – Джим Брикман, американски композитор и пианист
- 23 ноември – Ерика Буенфил, мексиканска актриса и певица
- 25 ноември – Павлос Воскопулос, гръцки политик
- 27 ноември – Роберто Манчини, италиански футболен треньор
- 29 ноември – Дон Чийдъл, американски актьор
- 30 ноември – Томас Хетхе, немски писател

### Декември
- 1 декември – Салваторе Скилачи, италиански футболист
- 4 декември – Феридун Заимоглу, немски писател
- 8 декември – Тери Хачър, американска киноактриса
- 14 декември – Свилен Нейков, български треньор по гребане
- 16 декември – Хайке Дрехслер, германска атлетка
- 18 декември – Ледения Стив Остин, американски кечист
- 19 декември – Томас Брусиг, немски писател
- 20 декември – Огняна Душева, българска спортистка
- 24 декември – Дим Дуков, мениджър, ТВ водещ († 2012 г.)
- 26 декември – Елизабет Костова, американска писателка

## Починали

### Неизвестна дата
- Братя Манаки, кинопионери
- Недко Каблешков, български политик

### Февруари
- 8 февруари – Ернст Кречмер, психиатър и психолог
- 19 февруари – Александър Брус Биеласки, американски юрист

### Март
- 1 март – Петър Романовски, руски шахматист (р. 1892 г.)
- 6 март – Павлос I, гръцки крал (р. 1901 г.)
- 9 март – Паул фон Летов-Форбек, немски офицер
- 18 март 
  - Норберт Винер, математик, логик
  - Зигфрид Едстрьом, шведски предприемач
- 21 март – Никола Диклич, хърватски музикант

### Април
- 5 април – Дъглас Макартър, американски генерал (р. 1880 г.)
- 20 април – Димитър Ганев, деец на БКП
- 26 април – Димитър Гичев, български политик, дипломат
- 28 април – Александър Койре, френски философ

### Май
- 10 май – Михаил Ларионов, руски художник
- 27 май – Джавахарлал Неру, индийски революционер и политик (р. 1889 г.)

### Юни
- 3 юни – Франс Емил Силанпя, финландски писател

### Септември
- 4 септември – Вернер Бергенгрюн, немско-балтийски писател (р. 1892 г.)
- 10 септември – Менча Кърничева, българска революционерка (р. 1900 г.)
- 28 септември – Михаил Аркадиевич Светлов, съветски поет и драматург (р. 1903 г.)

### Октомври
- 10 октомври – Конрад Байер, австрийски писател (р. 1932 г.)
- 19 октомври – Сергей Бирюзов, съветски маршал (р. 1904 г.)
- 29 октомври – Георги Христов, български революционер и общественик

### Декември
- 11 декември – Сам Кук, американски музикант
- 14 декември – Борис Карлов, български музикант (р. 1924 г.)
- 26 декември – Александър Кисьов, български военен деец

## Нобелови награди
- Физика – Николай Басов, Александър Прохоров, Чарлз Хард Таунс
- Химия – Дороти Крауфут-Ходжкин
- Физиология или медицина – Конрад Блох, Феодор Линен
- Литература – Жан-Пол Сартър
- Мир – Мартин Лутър Кинг